# Reprezentacja Bośni i Hercegowiny w piłce siatkowej mężczyzn
Reprezentacja Bośni i Hercegowiny w piłce siatkowej mężczyzn — reprezentacja narodowa w piłce siatkowej założona w 1946 roku, występująca na arenie międzynarodowej od 1992 roku, czyli od rozpadu Jugosławii. Od 1947 roku jest członkiem FIVB i CEV. Za jej funkcjonowanie odpowiedzialny jest Odbojkaški savez Bosne i Hercegovine (OSBIH). Na razie nie wystąpiła w żadnym turnieju głównym.